# آیگوئیل دورز
آیگوئیل دورز (به لاتین: Aiguilles Dorées) یک کوه در سوئیس است که در کانتون وله واقع شده‌است. آیگوئیل دورز ۳٬۵۱۹ متر بالاتر از سطح دریا واقع شده‌است.